# Langrud (Verwaltungsbezirk)
Langrud (persisch شهرستان لنگرود) ist ein Schahrestan in der Provinz Gilan im Iran. Er enthält die Stadt Langrud, welche die Hauptstadt des Verwaltungsbezirks ist.

## Kreise
- Zentral (بخش مرکزی)
- Ataghoor (بخش اطاقور)
- Kwomleh (بخش کومله)

## Demografie
Bei der Volkszählung 2016 betrug die Einwohnerzahl des Schahrestan 140.686. Die Alphabetisierung lag bei 86 Prozent der Bevölkerung. Knapp 72 Prozent der Bevölkerung lebten in urbanen Regionen.
| Zensusjahr | Einwohnerzahl |
| ---------- | ------------- |
| 2011       | 137.272       |
| 2016       | 140.686       |